# NGC 334
NGC 334 је спирална галаксија у сазвежђу Вајар која се налази на NGC листи објеката дубоког неба.
Деклинација објекта је - 35° 6' 56" а ректасцензија 0h 58m 49,8s. Привидна величина (магнитуда) објекта NGC 334 износи 13,8 а фотографска магнитуда 14,6. NGC 334 је још познат и под ознакама ESO 351-26, MCG -6-3-12, IRAS 00564-3523, PGC 3514.